# Marknadsstånd

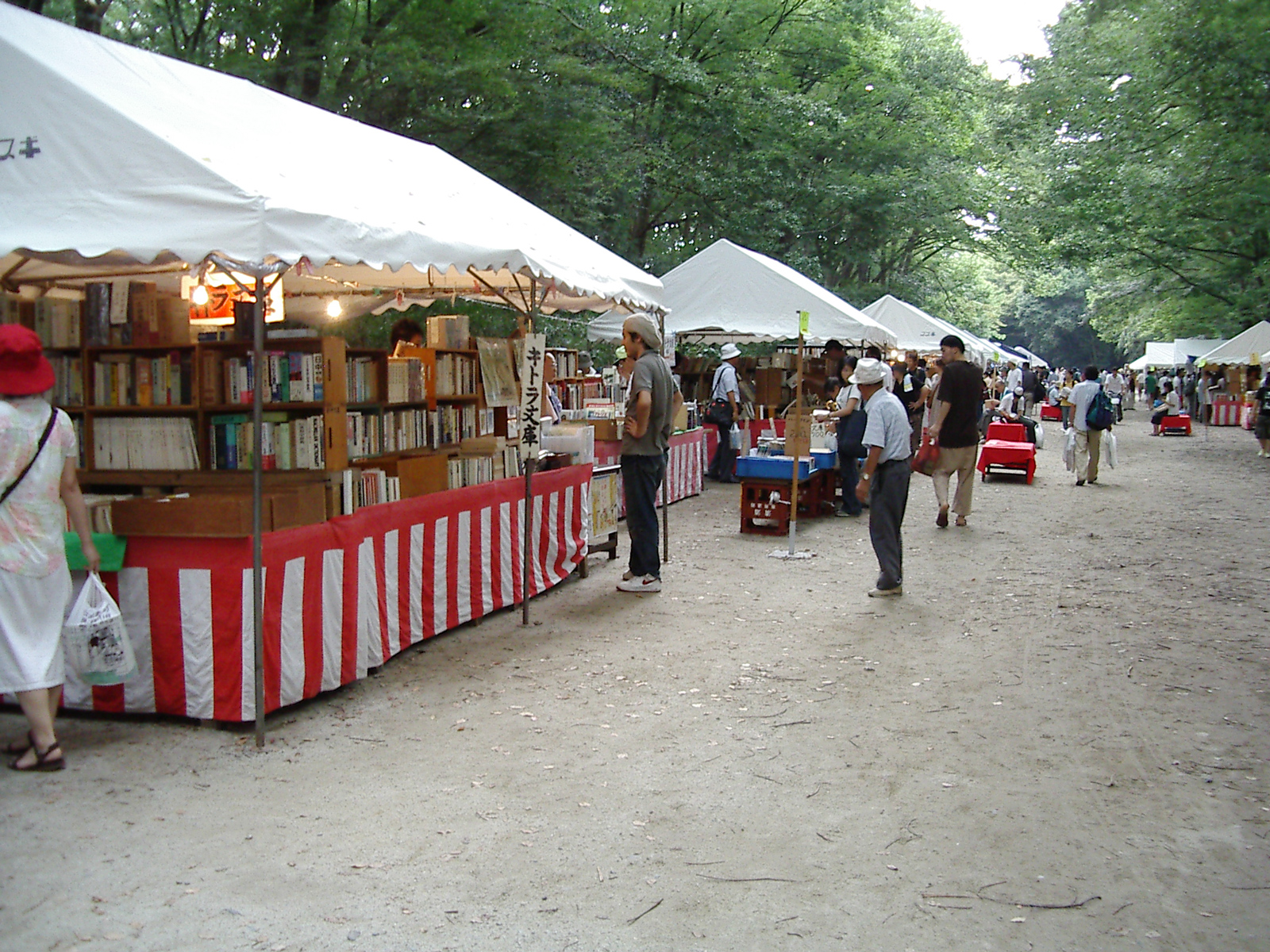
Marknadsstånd med begagnade böcker i Japan.

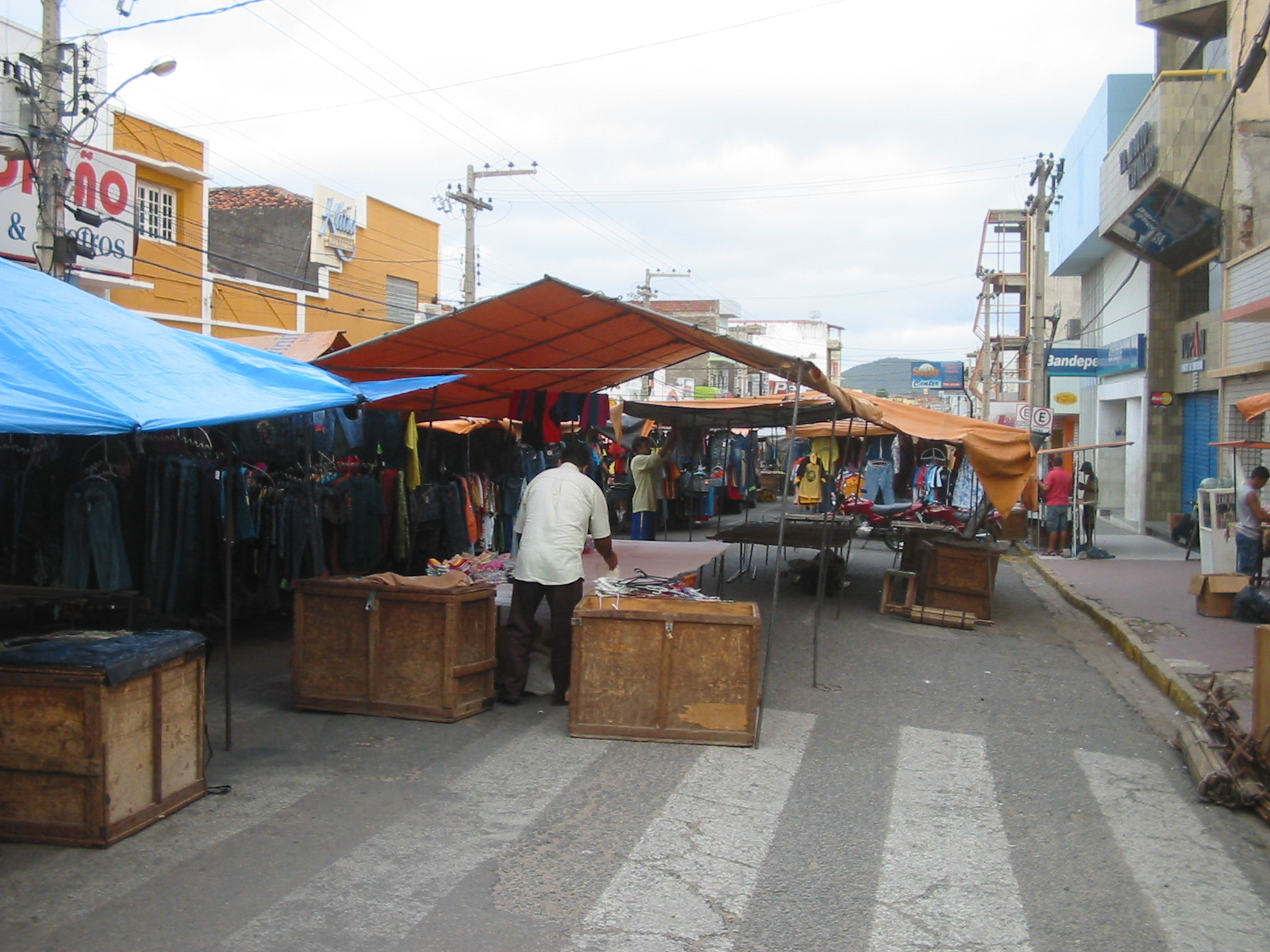
Uppackning av marknadsstånd med kläder i Brasilien.

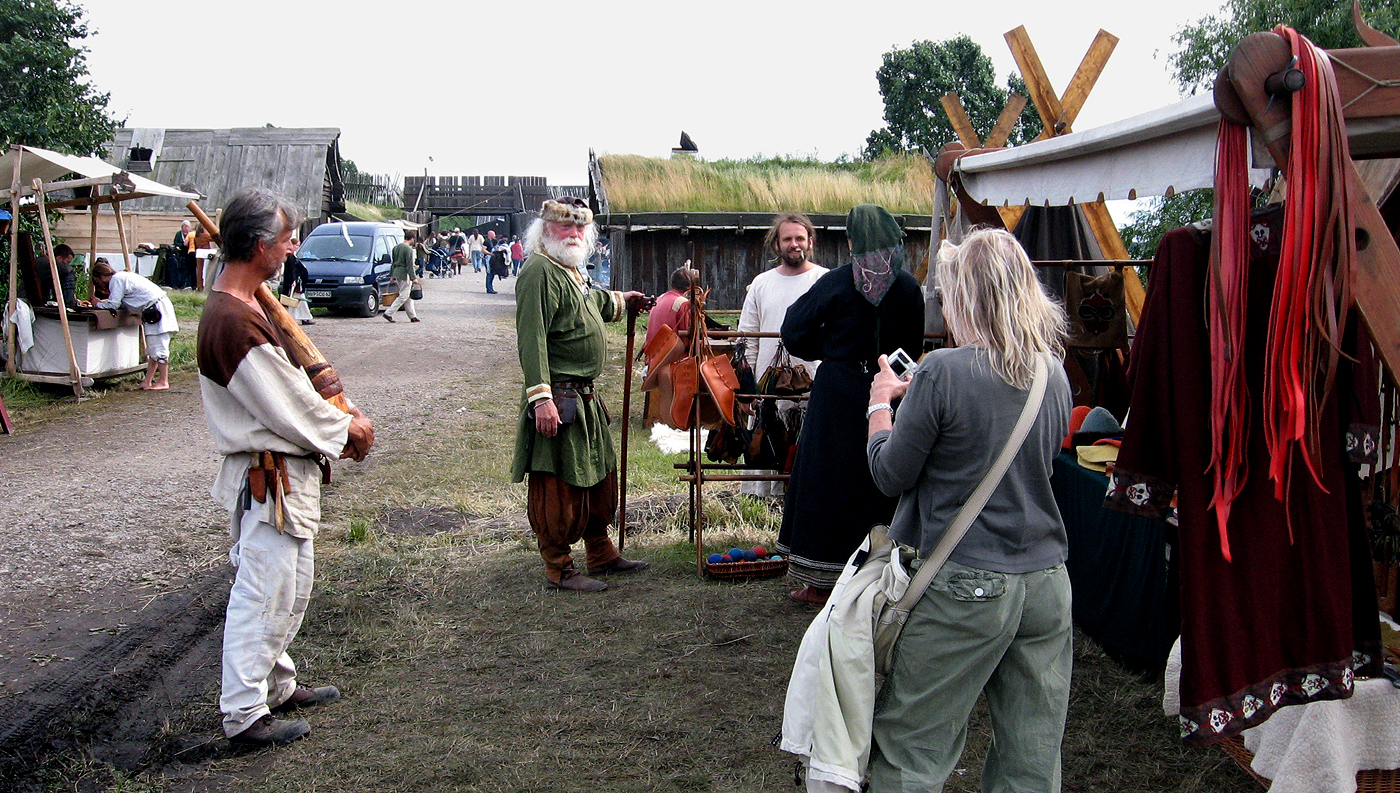
Marknadsstånd vid Fotevikens Museum 2007.

Ett marknadsstånd eller bara stånd är en portabel anordning som en marknadsförsäljare använder för att presentera sina varor. Ett marknadsstånd ser ofta ut som ett bord med ett litet tak av textil eller plast, men utformningen kan variera kraftigt.